# Autoestrada A4
La autopista portuguesa A4, más conocida como Autoestrada Trasmontana, es una autopista de Portugal que une actualmente el área metropolitana de Oporto con la región de Trás-os-Montes, más concretamente la localidad de Matosinhos (Oporto) con Quintanilla (Braganza), en la frontera con España, concretamente en la provincia de Zamora, conectando con la N-122 / A-11 / E-82. Tiene una longitud de 246 kilómetros.
Forma parte de la E-82 y, dentro del Plan de Carreteras Nacional de Portugal 2000, está identificada como integrante del Itinerario Principal 4.
La A4 entre Matosinhos y la A3 formaba parte antiguamente de la red SCUT, teniendo actualmente un sistema de cobro electrónico de peaje. Su alternativa gratuita es la vieja N15. El tramo entre la A3 y Amarante está en régimen de peaje físico y la concesionaria es Brisa; puede evitarse el peaje circulando por la N15. El tramo Amarante-Villarreal y las circunvalaciones de Villarreal y Braganza son también de peaje electrónico, si bien en los tres se mantiene como alternativa gratuita la IP4. El resto de los tramos de la A4 (Vila Real-Braganza y Braganza-España) son gratuitos.

## Construcción
Su construcción comenzó en 1990 y en la actualidad, es un eje importante en el interior al norte del Duero, estableciendo la conexión entre Oporto y Amarante, separadas entre sí 60 km. La A4 comienza en Matosinhos, en la autopista A28, y, después de cruzar la A3 en Águas Santas, esta pasa por Valongo, cruzando el valle de Sousa, por Paredes y por Penafiel. La autopista continúa cruzando el Río Tâmega, en Amarante. Desde Amarante, la A4 pasa por Villarreal, Braganza y Quintanilla. Desde el cruce con esta localidad, la IP4 se transforma en autovía, terminando en el Puente Internacional de Quintanilha. 
La IP4 tenía unas elevadas tasas de siniestralidad, por lo que fue desdoblada para continuar la A4 hasta la frontera con España, atravesando la Sierra de Marão, para lo que fue necesario la construcción de un túnel con 5,6 km de longitud, siendo el túnel más largo de Portugal y de la península ibérica. 

## Tramos
| Tramo                                          | Estado (2015)                                                                              | Longitud (km) |
| ---------------------------------------------- | ------------------------------------------------------------------------------------------ | ------------- |
| Matosinhos ( A 28 ) - A 3                      | En servicio (noviembre de 2006) (Concesionaria: SCUT do Grande Porto)                      | 8,2           |
| A 3 - Campo                                    | En servicio (1990)                                                                         | 10,4          |
| Campo - Penafiel                               | En servicio (1991)                                                                         | 16,9          |
| Penafiel - Amarante                            | En servicio (1995)                                                                         | 22            |
| Amarante - Padronelo                           | En servicio (noviembre de 2010) (Concesionaria: Infraestruturas de Portugal)               | 3,9           |
| Padronelo - Vila Real ( Parada de Cunhos)      | En servicio (7 de mayo de 2016) (Concesionaria: Infraestruturas de Portugal)               | 25,4          |
| Vila Real (Parada de Cunhos) - Quintanilha (*) | En servicio definitivo (31 de agosto de 2013) (Concesionaria: Infraestruturas de Portugal) | 132,5         |
| Puente internacional de Quintanilha y accesos  | En servicio (julio de 2009)                                                                | 2,1           |

### (*)Desglose subtramos del tramo Vila Real-Quintanilha
| N.º de lote | Tramo                                             | Situación (2012)                   | Longitud (km) |
| ----------- | ------------------------------------------------- | ---------------------------------- | ------------- |
| 1A          | Vila Real (Parada de Cunhos) - Vila Real (sur)    | En servicio (31 de agosto de 2013) | 3,8           |
| 1           | Vila Real (sur) - Vila Real (este)                | En servicio (agosto de 2013)       | 6,8           |
| 2           | Vila Real (este) - Torre do Pinhão                | En servicio (agosto de 2011)       | 7,8           |
| 3           | Torre do Pinhão - Pópulo                          | En servicio (julio de 2012)        | 8,6           |
| 3           | Pópulo - Murça                                    | En servicio (marzo de 2013)        | 8,5           |
| 4           | Murça - Palheiros                                 | En servicio (octubre de 2012)      | 2,8           |
| 4           | Palheiros - Lamas de Orelhão                      | En servicio (agosto de 2012)       | 10,0          |
| 5           | Lamas de Orelhão - Mirandela (norte) / Carvalhais | En servicio (noviembre de 2011)    | 13,4          |
| 6           | Mirandela (norte) / Carvalhais - Romeu            | En servicio (julio de 2012)        | 10,7          |
| 6           | Romeu - Amendoeira                                | En servicio (octubre de 2012)      | 6,4           |
| 7           | Amendoeira - IP 2                                 | En servicio (septiembre de 2011)   | 2,2           |
| 8           | IP 2 - Vale de Nogueira                           | En servicio (agosto de 2013)       | 14,4          |
| 9           | Vale de Nogueira - Braganza (oeste)               | En servicio (julio de 2013)        | 15,6          |
| 10          | Variante de Braganza                              | En servicio (septiembre de 2011)   | 9,0           |
| 11          | Braganza (este) - Quintanilha                     | En servicio (diciembre de 2012)    | 12,5          |

## Tráfico
| Tramo                                    | Tráfico (en vehículos por hora) en 2010 |
| ---------------------------------------- | --------------------------------------- |
| Matosinhos - Guifões                     | 40484                                   |
| Guifões - VRI                            | 57352                                   |
| VRI - N 14 (Via Norte)                   | 60517                                   |
| N 14 (Via Norte) - São Mamede de Infesta | 57023                                   |
| São Mamede de Infesta - A 3              | 54870                                   |
| A 3 - Ermesinde                          | 67833                                   |
| Ermesinde - Valongo                      | 39580                                   |
| Valongo - Campo                          | 36954                                   |
| Campo - Baltar                           | 29144                                   |
| Baltar - Paredes                         | 24719                                   |
| Paredes - Guilhufe                       | 21317                                   |
| Guilhufe - Penafiel                      | 20639                                   |
| Penafiel - A 11                          | 18480                                   |
| A 11 - Amarante                          | 15690                                   |

## Capacidad
| Sección                                    | Capacidad | Longitud |
| ------------------------------------------ | --------- | -------- |
| Matosinhos - A 3                           |           | 7 km     |
| A 3 - Amarante                             |           | 53 km    |
| Amarante - Padronelo                       |           | 3,9 km   |
| Padronelo - Vila Real (Parada de Cunhos)   |           | 25,4 km  |
| Vila Real (Parada de Cunhos) - Quintanilha |           | 132,5 km |

## Áreas de servicio y descanso
El listado de áreas de servicio es el siguiente:
- Área de servicio de Matosinhos (km 3)
- Área de servicio de Águas Santas (km 9)
- Área de servicio de Penafiel (km 47)

Pero tras la ampliación de la A4 hasta Quintanilha, este número aumentará con otras 4 áreas de servicio y un área de descanso:
- Área de servicio de Lamares (km 101)
- Área de descanso de Murça (km 124) (proyectada en el mismo lugar en que se hallaba en la IP4 )
- Área de servicio de Lamas de Orelhão (km 136)
- Área de servicio (km 173) (en proyecto)
- Área de servicio (km 191) (en proyecto)

## Tarifas[1]
| Clase de vehículo | Tarifa (2012) |
| ----------------- | ------------- |
| 1                 | 3,95 €        |
| 2                 | 6,90 €        |
| 3                 | 8,85 €        |
| 4                 | 9,80 €        |
| 5                 | 2,77 €        |

La tabla de la derecha muestra las tarifas que corresponden con el tramo   A 3  - Amarante.
NOTA: Las clases hacen referencia a los siguientes tipos de vehículos:
- Clase 1: motocicletas y vehículos con una altura, medida en vertical desde el primer eje, inferior a 1,1 m, incluido si llevan remolque
- Clase 2: vehículos con dos ejes y una altura, medida en vertical desde el primer eje, igual o superior a 1,1 m.
- Clase 3: vehículos con tres ejes y una altura, medida en vertical desde el primer eje, igual o superior a 1,1m.
- Clase 4: vehículos con más de tres ejes y una altura, medida en vertical desde el primer eje, igual o superior a 1,1m.
- Clase 5: motocicletas de la clase 1 que utilizan el sistema Vía Verde.

## Salidas
| Número de Salida                              | Nombre de Salida                                                          | Carretera que enlaza  |
| --------------------------------------------- | ------------------------------------------------------------------------- | --------------------- |
| 1                                             | Matosinhos Oporto - Vila do Conde - Viana do Castelo                      | A 28                  |
| 2                                             | Custóias - Guifões - Senhora da Hora                                      |                       |
| Área de servicio de Matosinhos (km 3)         |                                                                           |                       |
| 3                                             | Aeropuerto - Leixões - A 28 Viana do Castelo                              | VRI                   |
| Pórtico de Peaje de Custóias - € 0,15         |                                                                           |                       |
| 4                                             | Oporto - Leça do Balio Maia                                               | N 13 N 14             |
| Pórtico de Peaje de Gueifães - € 0,15         |                                                                           |                       |
| 5                                             | Gueifães - São Mamede de Infesta - Leça do Balio                          |                       |
| 6                                             | Oporto Maia - Braga - Valença                                             | A 3 E-01              |
| Área de servicio de Águas Santas (km 9)       |                                                                           |                       |
| 7                                             | Ermesinde - Rio Tinto                                                     | N 15-1                |
| Peaje de Ermesinde (km 11)                    |                                                                           |                       |
| 8                                             | Valongo                                                                   | N 209 N 15            |
| 9                                             | Campo                                                                     | N 15                  |
| 9A                                            | Braga - Paços de Ferreira Espinho - A 1 Lisboa                            | A 41 (CREP)           |
| 10                                            | Baltar - Parada de Todeia                                                 | N 15 N 319            |
| 11                                            | Paredes                                                                   | N 15                  |
| 12                                            | Paredes - Guilhufe                                                        | N 15                  |
| 13                                            | Penafiel                                                                  | N 106                 |
| 14                                            | Guimarães - Braga A 42 Lousada - Paços de Ferreira                        | A 11                  |
| Área de servicio de Penafiel (km 47)          |                                                                           |                       |
| Peaje de Amarante (km 51)                     |                                                                           |                       |
| 15                                            | Amarante (oeste)                                                          |                       |
| 16 (Dirección Este)                           | Cepelos                                                                   |                       |
| 17                                            | Amarante (este) - Madalena                                                | N 210                 |
| 18                                            | Régua - Mesão Frio Baião                                                  | N 101 N 321           |
| 19 (Dirección Este)                           | Vila Real                                                                 | IP 4                  |
|                                               | Túnel do Marão (5665 m)                                                   |                       |
| 20                                            | Mondim de Basto - Campeã                                                  | N 304                 |
| 21                                            | Vila Real (oeste) - Parada de Cunhos                                      | IP 4                  |
| Viaducto do Corgo (2796 m)                    |                                                                           |                       |
| 22                                            | Vila Real (sur)                                                           | N 313                 |
| 23                                            | Vila Pouca de Aguiar - Chaves Vila Real - Viseu - Coímbra                 | A 24 E-801            |
| 24                                            | Vila Real (este) Mouçós                                                   | IP 4                  |
| Área de servicio de Lamares (km 101)          |                                                                           |                       |
| 25                                            | Lamares                                                                   | M 566                 |
| 26                                            | Justes - Vilar de Maçada - Sabrosa                                        | N 323                 |
| 27                                            | Alto do Pópulo Alijó - Miranda do Douro                                   | N 212 IC 5            |
| 28                                            | Murça                                                                     |                       |
| Área de descanso de Murça (km 124)            |                                                                           |                       |
| 29                                            | Palheiros                                                                 |                       |
| 30                                            | Franco                                                                    | N 15                  |
| Área de servicio de Lamas de Orelhão (km 136) |                                                                           |                       |
| 31                                            | Lamas de Orelhão                                                          | N 15                  |
| 32                                            | Mirandela (oeste) Valpaços                                                | N 15 N 213            |
| 33                                            | Mirandela (norte)                                                         | N 315                 |
| 34                                            | Romeu                                                                     | M 15                  |
| 35                                            | Amoreira Macedo de Cavaleiros Guarda                                      | M 15 N 216 IP 2 E-802 |
| Área de servicio (km 173) (en proyecto)       |                                                                           |                       |
| 36                                            | Lamas de Podence Macedo de Cavaleiros                                     | M 15 N 102            |
| 37                                            | Paisaje Protegido de la Albufera del Azibo                                | M 15                  |
| 38                                            | Quintela de Lampaças                                                      | M 15                  |
| 39                                            | Vale de Nogueira Serra da Nogueira                                        | M 15                  |
| 40                                            | Santa Comba de Rossas                                                     | M 537                 |
| Área de servicio (km 191) (en proyecto)       |                                                                           |                       |
| 41                                            | Mós Sortes                                                                | M 527 M 15            |
| 42 (Dirección Este)                           | Braganza (oeste) Vinhais                                                  | IP 4 M 15             |
| 43                                            | Braganza (centro)                                                         |                       |
| 44                                            | Braganza (este) Portelo - Puebla de Sanabria Parque natural de Montesinho | IP 4 N 103            |
| 45                                            | Río Frío - Miranda do Douro                                               | N 218                 |
| 46                                            | Quintanilha                                                               | M 523 N 218-1         |
|                                               | Puente internacional de Quintanilha                                       |                       |
|                                               | ESPAÑA                                                                    | N-122 E-82 ( A-11 )   |